# 阿留特族
阿留特族，為來自俄羅斯北方原住民族之一。位於堪察加邊疆區北部。傳統語言為阿留特語，不過現今已改用俄語。該民族原列為科里亞克族之子族群。阿留特族於科里亞克人與愛斯基摩人擁有相當語言與文化之影響力產生族群之認同。主要宗教為薩滿教，崇拜祖先與鬼神。

## 人數
阿留特族根據2002年俄羅斯人口普查中，在俄羅斯擁有40人。

## 生活方式
傳統經濟為馴鹿、養殖漁業與捕魚。六月中旬至九月中旬為夏季從事捕魚期間，大多數魚類皆遷移至河口中。漁業捕撈的主要部分為魷蔻邋。而海洋捕魚時間則是在春季與秋季；海產還可交易用來換取狩獵的鹿皮與肉。十二月至二月為獵取動物之皮毛時間，並從事馴鹿工作。

## 資料文獻
1. ↑  .   [2014-04-30]. （原始内容存档于2021-04-24）.
2. ↑  .   [2014-04-30]. （原始内容存档于2014-02-27）.
3. ↑  .   [2014-04-30]. （原始内容存档于2011-09-03）.
4. ↑  Всероссийская перепись населения 2002. Т.04.06. ВЛАДЕНИЕ ЯЗЫКАМИ (КРОМЕ РУССКОГО) НАСЕЛЕНИЕМ ОТДЕЛЬНЫХ НАЦИОНАЛЬНОСТЕЙ ПО РЕСПУБЛИКАМ, АВТОНОМНОЙ ОБЛАСТИ И АВТОНОМНЫМ ОКРУГАМ РОССИЙСКОЙ ФЕДЕРАЦИИ 的存檔，存档日期2006-11-04.
5. ↑  .   [2014-04-30]. （原始内容存档于2012-07-10）.

## 外部連結
- 阿留特族 Archive.today的存檔，存档日期2012-07-10
- 俄羅斯帝國民族的紅皮書 -- 阿留特族 （页面存档备份，存于）